# El código Da Vinci
El código Da Vinci es una novela de misterio escrita por Dan Brown y publicada por primera vez por Random House en 2003 (ISBN 0-385-50420-9). Se ha convertido en un superventas mundial, con más de 79 millones de ejemplares vendidos y traducido a 44 idiomas.
Al combinar los géneros de suspenso detectivesco y esoterismo Nueva Era, con una teoría de conspiración relativa al Santo Grial y al papel de María Magdalena en el cristianismo, la novela espoleó el difundido interés (sobre todo en los Estados Unidos de América) por ciertas teorías de complots «urdidos en la sombra por poderes ocultos», un fenómeno definido por Brown como el «auge conspiracionista».
El código Da Vinci es una novela que utiliza el mismo personaje principal que la anterior novela del mismo autor, Ángeles y demonios (2000), que no alcanzó el éxito editorial de esta (otras dos novelas anteriores del mismo autor tampoco lograron mayor repercusión).
En el libro, el Opus Dei estaría presuntamente involucrado en una conspiración para encubrir la verdadera historia de Jesucristo, quien se habría casado con María Magdalena y habría tenido descendientes que llegaron a Francia, en concreto la dinastía merovingia. La teoría expuesta literariamente por Brown implica que el cristianismo habría vivido conscientemente dentro de una mentira fraguada por la Iglesia católica durante los últimos dos mil años. Esto ha despertado gran cantidad de críticas en los medios académicos por contener errores históricos, geográficos, religiosos y culturales y por realizar afirmaciones sobre hechos presuntamente históricos sin aportar pruebas. Estas críticas han llevado incluso a la redacción de por lo menos diez libros que pretenden refutar sus argumentos. Sin embargo, la parte más polémica de la novela (la supuesta descendencia de Jesucristo y María Magdalena) no es una invención de Brown, sino que proviene del libro Holy Blood, Holy Grail (‘Santa Sangre, Santo Grial’), traducido al español como El enigma sagrado, escrito por Michael Baigent, Richard Leigh y Henry Lincoln, por el cual se entablaron algunos juicios contra Brown por un presunto plagio a los referidos escritores. Sin embargo, Brown ganó todas las demandas.

## Personajes
Estos son los personajes principales que se encuentran en la trama del libro. Parece ser que, conforme al estilo de Dan Brown, muchos de estos nombres sean anagramas, puns o pistas escondidas.
- Robert Langdon.
- Jacques Saunière.
- Sophie Neveu.
- Bezu Fache.
- Silas.
- Obispo Manuel Aringarosa.
- El Maestro.
- André Vernet.
- Leigh Teabing.
- Rémy Legaludec.
- Teniente Jérôme Collet.
- Guardián de la Capilla Rosslyn.
- Marie Chauvel.

## Argumento

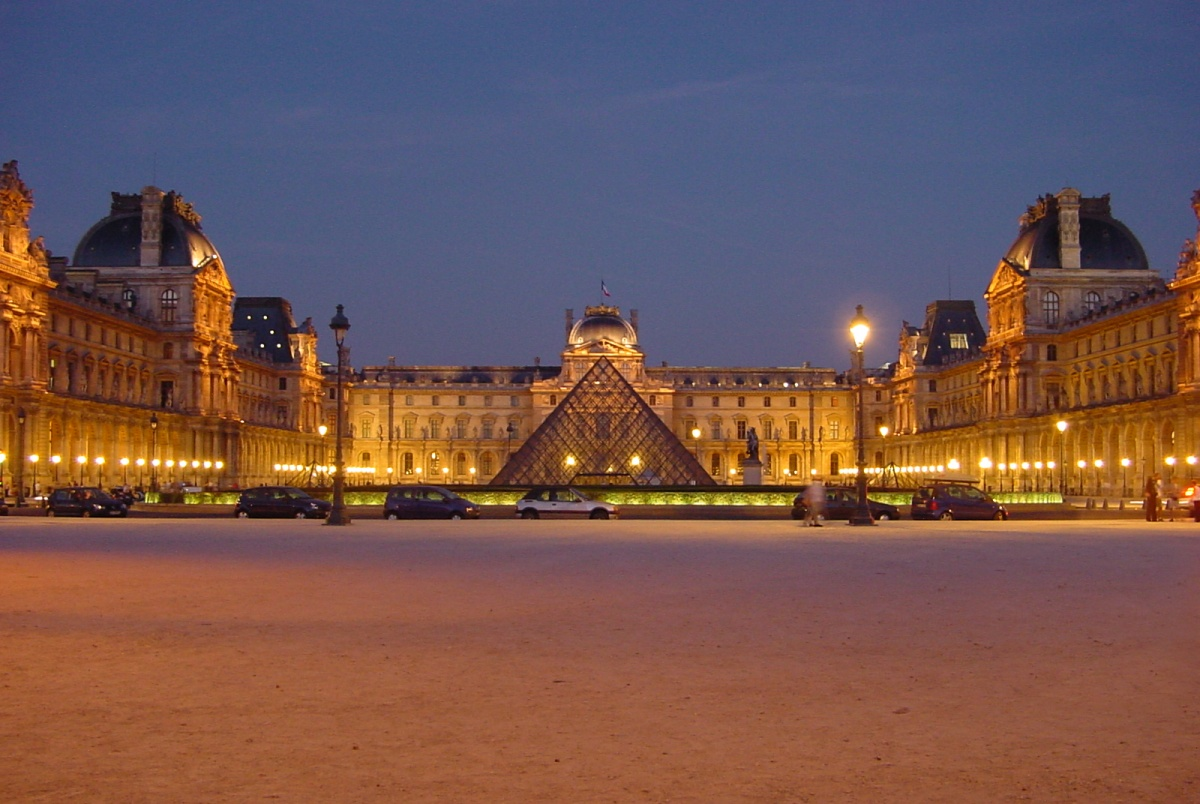
El museo del Louvre y su pirámide vistos desde el Arco del carrusel.

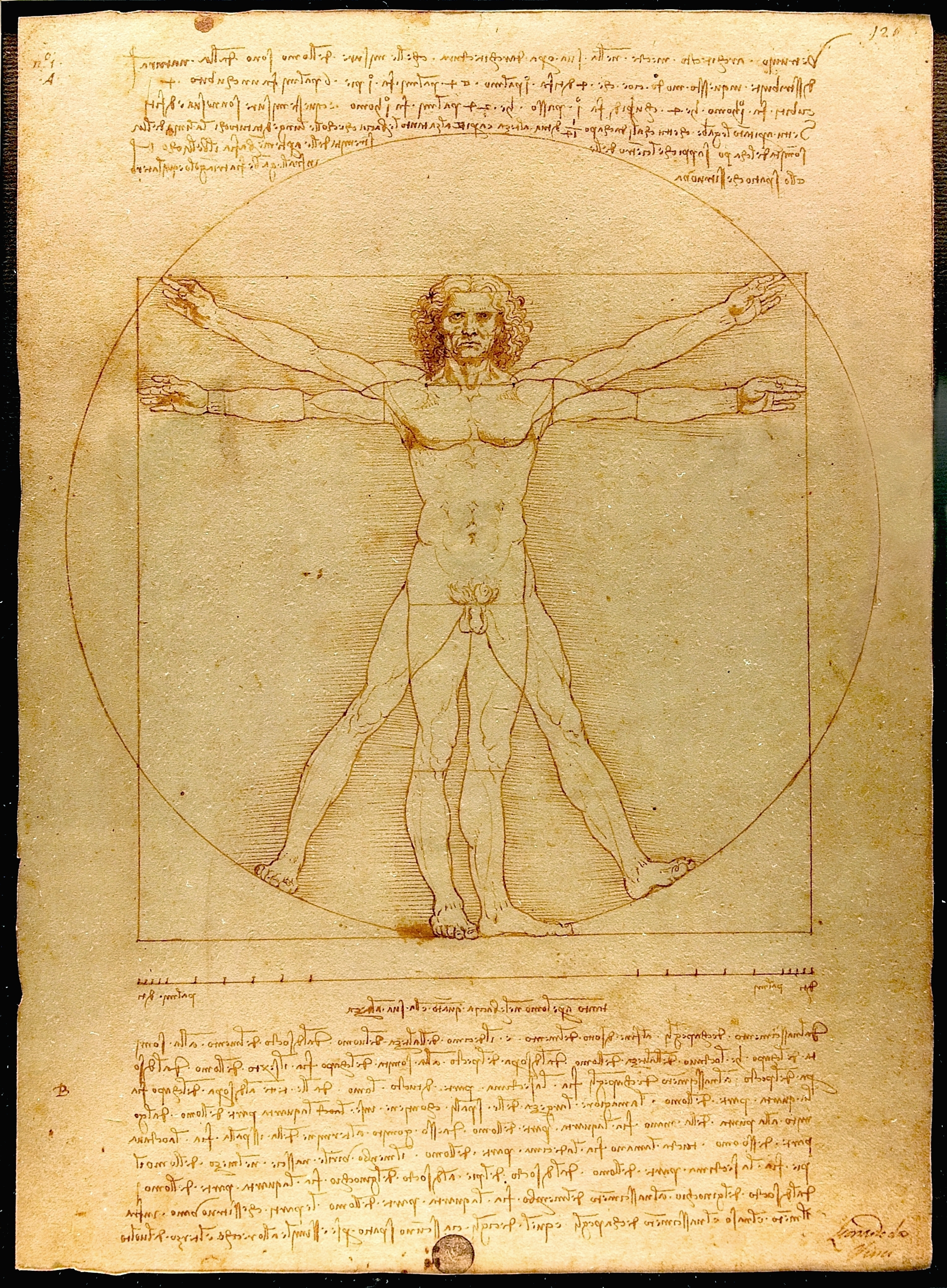
'Hombre de Vitruvio', de Leonardo da Vinci.

El libro narra los intentos de Robert Langdon, Profesor de Iconografía Religiosa de la Universidad Harvard, para resolver el misterioso asesinato de Jacques Saunière ocurrido en el Museo del Louvre en París. El cuerpo de Saunière fue encontrado en el ala Denon del Louvre en la postura del Hombre de Vitruvio (dibujo realizado por Leonardo da Vinci) con un mensaje críptico escrito a su costado y un pentáculo dibujado en el pecho con su propia sangre. La interpretación que realiza tanto Langdon como la agente francesa Sophie Neveu, nieta de Saunière, los llevan a analizar otras obras como la Mona Lisa.
El principal conflicto que presenta la novela radica alrededor de dos misterios:
- ¿Qué secreto intentó proteger Saunière?

- ¿Quién planeó este asesinato?

El desarrollo de la historia requiere la solución de varios acertijos y anagramas. La solución a cada uno de ellos se encuentra íntimamente ligada a la posible ubicación del Santo Grial y lo relativo a una misteriosa sociedad secreta llamada el Priorato de Sion, así como a los Caballeros templarios. La historia también envuelve a la organización católica del Opus Dei.
La novela es la segunda de una trilogía en la que Robert Langdon es protagonista, Ángeles y demonios, tenía lugar en Roma y trataba acerca de los Illuminati. Aunque ambos libros se centran en el mismo personaje, no es necesario leerlos en orden. El sucesor salió a la venta el 15 de septiembre de 2009 bajo el nombre de "The Lost Symbol".
El mensaje que Saunière escribió en el suelo del Louvre tenía como línea final «P. S. Buscar a Robert Langdon». Por tal motivo Bezu Fache había fotografiado y borrado tales palabras antes de la llegada de Langdon, para que este no notara que la policía sospechaba de él. La agente Sophie Neveu vio el mensaje completo en la oficina de la policía y se dio cuenta de que era para ella desde que su abuelo la llamaba «Princesse Sophie» (P. S.). Por eso también supo que Langdon era inocente. Neveu informa en secreto a Langdon conminándole a que llame al servicio de mensajes telefónicos de Neveu y escuche el que ella le había dejado.
Al final, Robert Langdon y Sophie Neveu se enamoran. Acuerdan encontrarse en Florencia, al igual que hizo con Vittoria en Ángeles y demonios.
Saunière era Gran Maestre del Priorato de Sion y por lo tanto, conocía la ubicación de la clave, la cual lleva hacia el Santo Grial y los documentos que estremecerían los cimientos del Cristianismo y la Iglesia. Fue asesinado cuando Silas, inducido por El Maestro, intenta acceder a esta información tras haber eliminado a los miembros principales del Priorato (les senechaux).
Sophie se había desentendido de su abuelo por haberlo descubierto en un ritual sexual pagano llamado Hieros Gamos en su castillo de Normandía, cuando llegó por sorpresa durante unas vacaciones universitarias.
Las otras líneas del mensaje de Saunière son anagramas. La primera son los números de la sucesión de Fibonacci, desordenados. La segunda y tercera —¡Diavole in Dracon! ¡Límala asno! (O, draconian devil!, Oh, lame saint!,o también, Diavoli en Dracon!, Lis anómala!)— anagramas de «Leonardo da Vinci» y «La Mona Lisa» y llevan a otra serie de pistas. Sobre el plexiglás protector de La Mona Lisa, Saunière escribió el mensaje «no verdad lacra iglesias» (So Dark the con of Man) con un rotulador de tinta invisible utilizado en los museos y que se detecta bajo luz ultravioleta. La segunda pista es otro anagrama para La Virgen de las Rocas, otro cuadro de Da Vinci colgado muy cerca de allí. Detrás de esta pintura, Saunière ocultó una llave que tenía escrita una dirección.
Con ella se abre una caja fuerte en la sucursal parisina del Banco de Depósitos de Zúrich. El número de cuenta de Saunière es de 10 dígitos que consiste en los 8 primeros números de la sucesión de Fibonacci, concatenados en orden creciente:1123581321.
Las instrucciones que Saunière reveló a Silas bajo amenaza, es en realidad una mentira bien ensayada, diciendo que la clave está sepultada en la iglesia de Saint-Sulpice bajo el obelisco que está en la antigua Línea Rosa (se supone que el primer meridiano pasaba a través de París antes de ser ubicado en Greenwich. El mensaje debajo del obelisco contiene simplemente una referencia al Libro de Job el cual dice: «Hasta aquí llegarás, pero no más allá». Cuando Silas lo lee se da cuenta de que ha sido engañado.

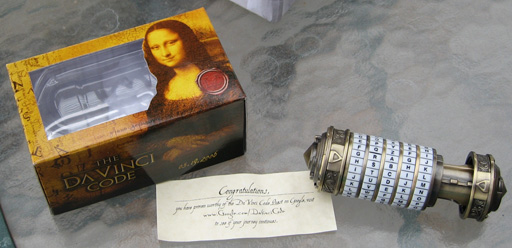
Criptex señalado en el libro como protector de un secreto terrible.

La clave es en verdad un criptex, neologismo acuñado por Dan Brown a partir de las palabras criptografía y codex, y presentado en la novela como un dispositivo cilíndrico diseñado por Leonardo da Vinci para que se pudiera transportar mensajes con seguridad. Para abrirlo, la combinación de componentes rotatorios rotulados con las letras del abecedario deben formar una palabra, en orden correcto. Si se abre a la fuerza, un mecanismo interno rompe un tubo que contiene vinagre disolviendo el mensaje escrito en papiro (pero en la realidad el vinagre no disuelve un papiro). La caja de palisandro (o palo de rosa) en el cual está el criptex, contiene las pistas de la combinación del criptex, escritas al revés, como lo hacía Leonardo en sus diarios. Mientras vuelan hacia Inglaterra a bordo del jet de Sir Leigh Teabing, miembro de la Real Academia Inglesa de Historia, erudito en el tema del Grial, Langdon resuelve el primer enigma que resulta ser "S-O-F-I-A", la antigua (y moderna) forma griega del nombre Sophie, que también significa ‘sabiduría’.
El criptex contiene otro más pequeño con un segundo acertijo para resolver su combinación. Este, que menciona a un orbe que debiera estar en la tumba de un «caballero enterrado por un papa», no se refiere a un caballero medieval, sino a la tumba de Sir Isaac Newton, sepultado en la Abadía de Westminster, cuyo funeral fue oficiado por Alexander Pope (A. Pope, a pope; "un papa" en inglés). El orbe se refiere a la manzana observada por Newton que se dice lo llevó a formular la Ley de gravitación universal y por esto la combinación del segundo criptex es "A-P-P-L-E" (POMUM).

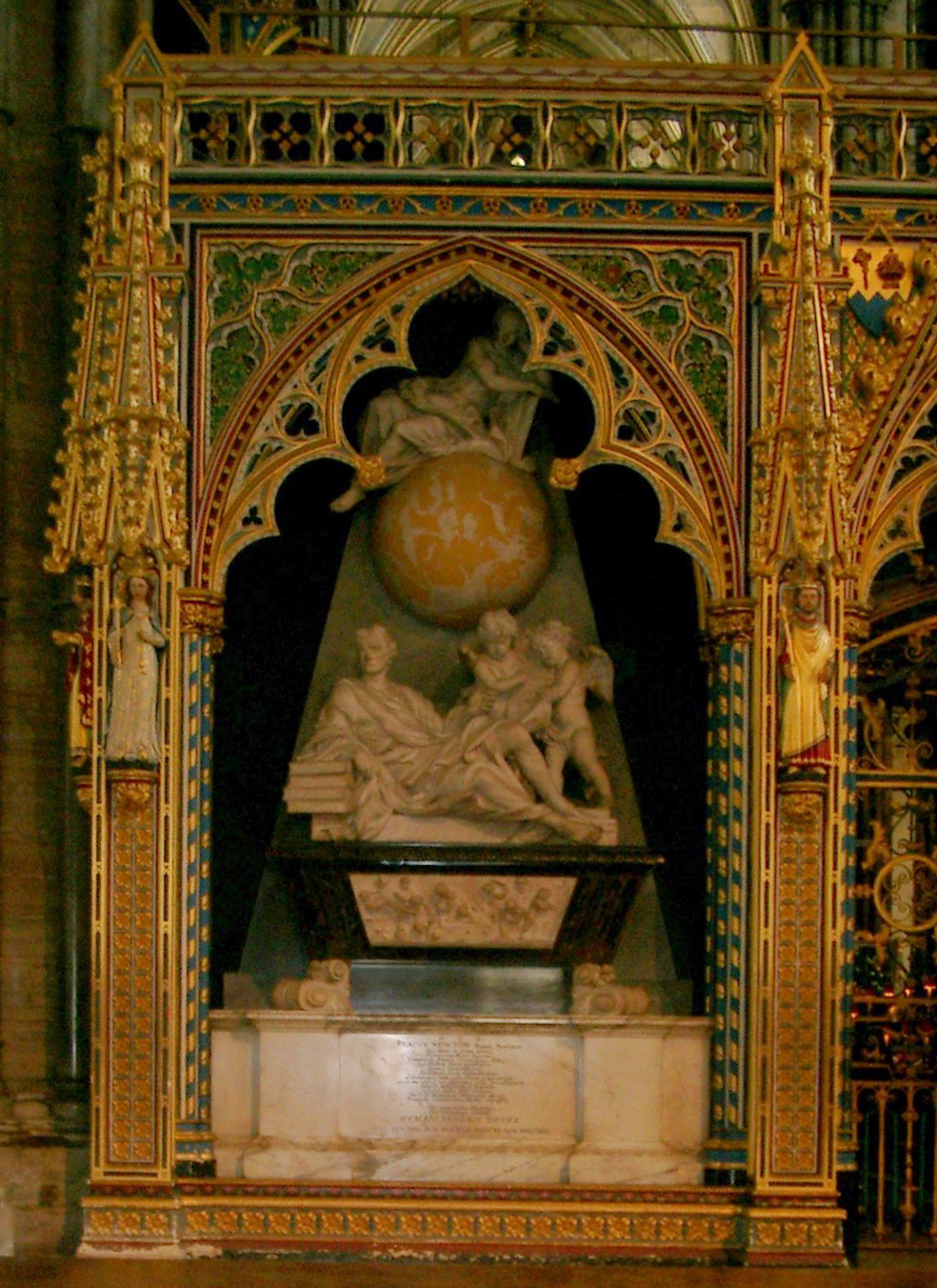
La tumba de Isaac Newton en la abadía de Westminster.

El Maestro es Sir Leigh Teabing, quien descubrió las identidades de los líderes del Priorato de Sion ocultando micrófonos en sus oficinas. Teabing había contactado con el obispo Aringarosa, perteneciente al Opus Dei y protector de Silas, utilizando un falso acento francés, para ocultar su identidad y lo engañó para que financiara la búsqueda del Grial. Teabing nunca tuvo la intención de entregárselo, simplemente aprovechó del deseo del líder del Opus Dei por encontrar al Grial. Teabing supuso que el Priorato había roto la promesa de revelarle al mundo la verdad acerca del Grial en el momento acordado; por eso ideó el plan de robar los documentos del Grial y revelarlos por sí mismo al mundo. Informó a Silas que Langdon y Sophie estaban en su castillo. No les quitó el criptex pues quería utilizarlos para decodificarlo. Luego la policía irrumpe en la casa, tras seguir el rastro del dispositivo GPS en un furgón que Langdon robó para huir del banco suizo. Teabing conduce a Neveu y Langdon a la iglesia del Temple en Londres, sabiendo que era un callejón sin salida, para fingir un secuestro con Rémy Legaludec, su mayordomo.
Para borrar cualquier pista de su trabajo, Teabing mata a Rémy, invitándole a coñac mezclado con polvo de cacahuete, sabiendo que Rémy tiene una alergia mortal al mismo. Así, Rémy muere por choque anafiláctico. Teabing avisa a la policía, anónimamente que Silas se oculta en una casa del Opus Dei en Londres, donde le ha recomendado que vaya.
Enfrentándose con Teabing en la Abadía de Westminster, Langdon abre en secreto el criptex y oculta su contenido antes de destruirlo frente a él. Teabing es detenido por la policía mientras le ruega infructuosamente a Langdon que le diga cual era el contenido del segundo criptex y la ubicación secreta del Grial.
El inspector Fache deduce que Langdon y Neveu son inocentes después de descubrir un equipo de espionaje en el granero de Teabing. Mientras tanto, en Londres, la policía se moviliza en pos de Silas, quien al saberse atrapado, intenta escapar. Este consigue desarmar a uno de sus perseguidores y abrirse paso a tiros. No obstante, en medio de su frenesí, dispara accidentalmente a Aringarosa, quien trató de detenerle. Silas, loco de dolor, se rinde ante las autoridades no sin antes jurar a su benefactor que buscaría vengarse de aquellos que lo engañaron; a lo que el obispo le persuade de no hacerlo. Horas más tarde, Silas fallece debido a la gravedad de sus heridas. Después de despertar en el hospital, cayendo en cuenta de su error y sabiendo que todo ese tiempo fue engañado por El Maestro, Aringarosa le dice a Fache que reparta los bonos al portador que lleva en el portafolios a las familias de los líderes asesinados del Priorato de Sion. Tales bonos le habían sido entregados por el secretario de Estado de la Santa Sede en pago al préstamo realizado por el Opus Dei al papa para salvar de la bancarrota a la Banca Vaticana como compensación por la decisión de la Santa Sede de expulsar de la Iglesia católica al Opus Dei.

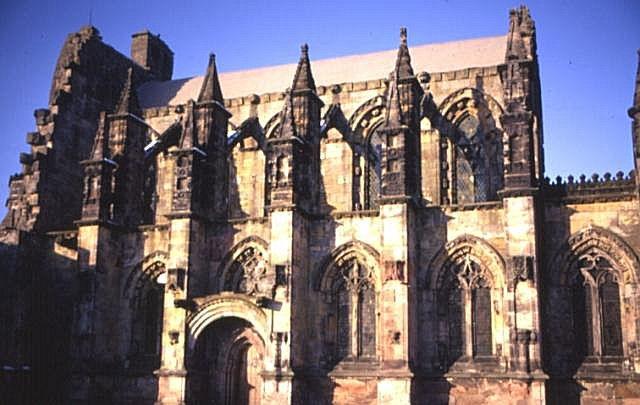
Capilla Rosslyn.

El mensaje final del segundo criptex que rezaba «Bajo la antigua Roslin, el Grial con impaciencia espera tu llegada. Custodios y guardianes de sus puertas serán por siempre el cáliz y la espada. Adornada por artes de maestros, ella reposa al fin en su morada y el manto que la cubre en su descanso, no es otro que la bóveda estrellada», no se refiere a la Capilla Rosslyn, en Edimburgo, aunque el Grial estuvo enterrado allí una vez, en el piso debajo de la estrella de David (los dos triángulos combinados son la «espada» y el «cáliz», símbolos de masculinidad y femineidad).
Sophie en ese momento, recuerda que ya había estado allí de pequeña, cuando vio a su abuelo despedirse de una mujer de su misma edad. Entonces, Sophie va corriendo hacia la rectoría enfrente de la capilla y se encuentra con aquella misma mujer, llorando sobre una foto de Saunière.
Era, Marie Chauvel, la abuela de Sophie y esposa de Jacques Saunière. Ella es la mujer que participó en el ritual sexual pagano (Hieros Gamos) junto a Jacques Saunière. Sophie, al encontrarse finalmente con su abuela, conoce que ni el hermano de Sophie ni ella murieron (como creía que sucedió en el mismo accidente en que perdieron a sus padres), sino que todo fue un intento de proteger a los nietos de Saunière y de Marie Chauvel. Esta le dice a Langdon y a Sophie que, aunque los cuatro líderes del Priorato de Sion fueron asesinados, el secreto no se perdió, porque desde siempre, ha habido un plan de contingencia (nunca revelado) que mantiene a la organización y a su secreto durante todo este período, vivos. Después de que Langdon le mostrara el poema a Chauvel, esta se mostró complacida y sorprendida ante el ingenio del Gran Maestre y, dejando a Langdon desconcertado, se despidió del académico no sin antes decirle que cuando se diera cuenta de lo que significaba «ojalá sepa guardar el secreto». Langdon y Sophie finalmente se separan y la aventura del profesor parece acabar allí.
Al final del libro, Langdon reflexiona sobre el acertijo y de repente, recuerda los marcadores dorados en las calles de París que señalan el lugar del antiguo meridiano. Langdon los sigue, hasta que encuentra el techo de cristal de la pirámide invertida, observando debajo de ella, otra de mármol más pequeña. Langdon mira hacia el cielo nocturno recordando aquellos últimos fragmentos del poema «...el manto que la cubre en su descanso, no es otro que la bóveda estrellada». El verdadero significado del último mensaje es que el Grial está sepultado debajo de la pirámide pequeña (la espada, símbolo masculino) directamente debajo de la pirámide invertida del Louvre (el cáliz, símbolo femenino, contra el cual, irónicamente, Langdon y Sophie estuvieron a punto de chocar cuando huían de Fache). En aquel instante, y motivado por un profundo sentimiento de respeto, se arrodilla ante las dos pirámides, pues, por fin, había encontrado el lugar donde finalmente descansaban tranquilos los restos de María Magdalena, la encarnación de la divinidad femenina excluida por la Iglesia cristiana desde el Emperador Constantino.

## Críticas a especulaciones
El código Da Vinci generó muchas críticas cuando fue publicada en 2003. Muchas de las quejas se concentran en las especulaciones del libro y en las tergiversaciones de aspectos centrales del cristianismo y de la historia de la Iglesia católica. A esto se añaden otras críticas académicas provocadas por las descripciones e información inexactos que aparecen en el libro sobre el arte europeo, la historia y la arquitectura. Regino Cortes, reconocido estudioso de las Sagradas Escrituras, señaló en El código Da Vinci errores desde el punto de vista bíblico e irrealidades desde un punto de vista fáctico. Algunos de los puntos señalados por Cortes en su libro son los siguientes:
- El argumento del mantenimiento de los herederos de Jesús ocultos por casi 2000 años con el fin de preservar una interpretación teológica correcta de Jesús como la encarnación de Dios y la segunda persona de la Santísima Trinidad, es calificado por Cortes como «extravagante, por expresarlo suavemente».

- La unión de Jesús y María Magdalena no se verifica de forma alguna en las Escrituras. El forzamiento de los escritos apócrifos –como aparece en la película- para hacer decir lo que de forma alguna dicen es una forma sesgada de interpretar esos materiales que desafía al sentido común.

- La idea de que Jesús estuvo casado con María Magdalena y que esa unión produjo una hija, que a su vez mantuvo las líneas de sangre divina y real de Jesús vivas durante 2000 años a pesar de un complot eclesiástico masivo para destruir esa «bomba teológica», puede resultar «excitante para algunos» y puede contribuir a hacer «un buen teatro» pero no a un análisis bíblico riguroso.

- Adicionalmente, el tiempo entre Jesús y nuestros días representa un mínimo de 60 generaciones. Incluso si la unión de Jesús y María Magdalena, que no se verifica de forma alguna en la Biblia, hubiera dado lugar a un heredero que fuera presumiblemente mitad divino, para el momento en que la línea hubiese atravesado 10 generaciones, la «sangre divina» (es decir, su contribución génica) no sería mayor que 1/2.032; en la generación 25 solo sería de 1 /66.584.576; y en la generación 60 representaría un contribución infinitesimal.

- La idea de que, después de 60 generaciones, esa línea de sangre residiera en una mujer del siglo XXI y no en cientos de miles de herederos, es evidentemente absurda a menos que en cada generación la progenie que diera lugar a la nueva generación sobreviviente fuese de una persona, lo cual sería bastante difícil de aceptar.

- Que se especule que el portador de la sangre divina «no puede caminar sobre el agua», pero «espera hacer mejor la conversión del agua en vino» alude a una interpretación literal de la Biblia. Se supone que esas dos imágenes bíblicas de Jesús son el resultado de una interpretación literal del Nuevo Testamento, la cual ya ha sido dejada de lado por buena parte de los estudiosos contemporáneos.

Antonio Piñero criticó duramente las afirmaciones presentes en la novela sobre la supuesta manipulación de los textos de los evangelios en el siglo IV.

Otro hecho nos ratifica en la percepción de que el texto que tenemos del Nuevo Testamento es fiable en líneas generales: el descubrimiento del (papiro) P52, ya mencionado. Este fragmentito contiene Jn 18,31-33.37-38. Los papirólogos están de acuerdo que por su modo de escritura fue copiado hacia el (año) 125-130 d.C. Por tanto, no llega a tres decenios después de la composición del Cuarto Evangelio. Ahora bien, el texto presentado por el P52 es sensiblemente igual al que puede reconstruirse por medio de los métodos científicos arriba descritos. [...] el lector puede percibir cuán carentes de base son ciertas afirmaciones de hoy (por ejemplo, en El código da Vinci) que sostienen que el texto de los Evangelios fue reescrito, reelaborado y manipulado por completo en el siglo IV después de la famosa «conversión» de Constantino. Según esta peregrina teoría, la Iglesia de acuerdo con las autoridades civiles manipuló los textos con la idea de hacer de Jesús (un mero hombre según los primitivos textos evangélicos conservados hasta ese momento) un dios, de modo que el Imperio tuviera una divinidad única en quien creer, que sirviera de aglutinante religioso para los habitantes tan diversos de las provincias del Imperio. Una estupidez.
Antonio Piñero

Aunque el libro es un trabajo de la ficción, el autor comienza diciendo que «todas descripciones de obras de arte, arquitectura, documentos, y los rituales secretos de esta novela son veraces», cuestión que nunca justifica a partir de fuentes históricas reconocidas. El código Da Vinci ha generado confusión y ha llevado a muchos a cuestionar el pasado de la cristiandad. Como consecuencia, el libro ha ofendido a los católicos y otras comunidades cristianas, así como a los historiadores, que argumentan que Brown ha retorcido –y a veces fabricado– la historia. La principal problemática -con respecto al cristianismo-, consiste en presentar una visión singular de Jesucristo, de la Iglesia Católica y de algunas de sus instituciones, como en el caso del Opus Dei.
También los expertos en arte se han quejado de su turbia investigación. Se han escrito más de diez libros que reprochan las tesis del libro. A pesar de ser una obra de ficción, algunos grupos parodiados en ella se han defendido diciendo que el libro es inexacto e incoherente ya que, por ejemplo, en las descripciones que se muestran de varias obras de arte como La última cena el autor parece modificar detalles de las mismas con el propósito de darle sentido al argumento de su obra, crítica que también realizan los expertos en historia del arte.
Brown ha recibido también críticas respecto al estilo literario. En El código Da Vinci hay muchos personajes que reflejan los estereotipos negativos que los norteamericanos se han hecho de los europeos. Esto ha provocado que sean los europeos en concreto quienes más han atacado la obra de Brown, como ya ocurrió con sus libros anteriores (ver La fortaleza digital). Muchos comentaristas sostienen también que el estilo de Brown es vulgar, comercial y sin inspiración, una crítica común a las novelas de tipo thriller.
Los partidarios del libro, incluyendo al autor , apuntan que bajo la declaración de los «hechos» del libro no se reclama que las teorías presentadas en El código Da Vinci con respecto a los personajes de María Magdalena, Jesús de Nazaret, y lo relativo al pasado de cristiandad sean verdaderas. Sugieren que los críticos deben recordar que el libro es una novela de ficción. Por otro lado, otros autores han optado por ser más fieles a la realidad en sus novelas de ficción y se han documentado para ello. Por ejemplo, Wilkie Collins consultó con un abogado para escribir La Dama de Blanco, Robin Cook consulta con médicos especialistas para escribir sus thrillers hospitalarios, etc.

## Alegación de errores históricos
Tomando en consideración la Biblia y ciertas obras de arte, factibles de ser interpretadas de diversas maneras, se han señalado ciertos aspectos que pudieran ser considerados "errores" o inexactitudes desde el punto de vista cristiano, aunque algunos se encuentren abiertos a especulación por quienes no lo son. El estudioso del cristianismo Bart Ehrman considera que hay multitud de errores históricos en la novela de Dan Brown:
- Brown indica que la soltería era condenada en Israel, por él- lo cual es erróneo. Muchos grupos de judíos vivían una vida de abstinencia y permanecían solteros. (Véase esenios.)

- Los manuscritos del Mar Muerto (escrito por esenios, judíos ascetas) no contienen un solo evangelio cristiano apócrifo. Brown asegura que estos provienen de este hallazgo.

- (Esta apreciación es, a su vez, discutible, puesto que en el Evangelio de María Magdalena sí existen alusiones y pasajes que pudieran aludir a una posible relación amorosa entre ella y Jesús).

- María Magdalena no aparece en la pintura La última cena. La persona junto a Jesús en la obra es Juan el Apóstol, quien solía ser representado en las artes con rasgos efébicos. Se lo consideraba el «apóstol del amor» o, según la tradición católica, el discípulo a quien Jesús amaba.

## Las alegaciones de plagio
Dos pleitos se han abierto alegando plagio en El código de Da Vinci .

### Lewis Perdue
El 11 de abril de 2005, la novelista Lewis Perdue demandó a Brown y a su editor Random House por plagiar sus novelas El legado de Da Vinci (1983) y La hija de Dios (2000), reclamando que «hay demasiados paralelismos entre mis libros y El código Da Vinci como para que sea un accidente».
El 4 de agosto de 2005, el Juez del Distrito George B. Daniels tomó la siguiente resolución: «Un observador lego, razonable y medio no concluiría que El código de Da Vinci es substancialmente semejante a La hija de Dios. Cualquier elemento levemente semejante está en el nivel de lo genérico o de las ideas de difícil protección». Afirmó que El código de Da Vinci no usurpaba los derechos de autor de Perdue (para ver la resolución completa, PDF).

### Michael Baigent y Richard Leigh
Otro pleito, de Michael Baigent y Richard Leigh, afirma que hay plagio de su libro Sangre Santa, Santo Grial (El enigma sagrado en su edición española) y está en proceso. En febrero de 2006, el tribunal comenzó la investigación. El 7 de abril de 2006, el juez dictaminó que no existía plagio. El 28 de marzo de 2007, el Tribunal de Apelaciones de Londres ratificó la Sentencia recaída en primera instancia, condenando a los demandantes a pagar las costas del juicio, estimadas en más de 600.000 libras esterlinas.
El juicio giraba alrededor de una afirmación del tema central que ha sido prestado de su trabajo. Un ejemplo evidente que se intenta probar ante el tribunal por parte de los autores de Sangre Santa, Santo Grial es el uso del nombre de unos de los personajes de El código Da Vinci. Esta evidencia puede, si resulta admisible, dar a conocer su trabajo, aunque Brown nunca les ha negado tal reconocimiento ya que el ensayo Sangre Santa, Santo Grial es citado por su nombre en la novela, junto con La revelación de los templarios y otros libros originales. El personaje en cuestión es Leigh Teabing. Los demandantes creen que su nombre es una combinación del apellido de Richard Leigh y un anagrama con las letras del apellido de Michael Baigent. La ley del derecho de autor del Reino Unido es diferente a la de los Estados Unidos.
Para justificar la protección del derecho de autor, un trabajo se tiene que considerar como original y presentar «un grado de trabajo, habilidad o juicio». Bajo la ley, el creador tiene el control económico de la explotación de su trabajo y el derecho de ser identificado como el autor y para oponerse a deformaciones de su trabajo.
Según el Servicio de los Derechos de autor de Reino Unido, una «idea para un libro no puede en sí misma ser protegida, pero el contenido actual de un libro escrito podría serlo». Otra persona se permite todavía escribir su propio libro alrededor de la misma idea, «provocando no que se copien directamente o adaptándolo a su modo de hacer». 
El juicio no es contra Dan Brown mismo sino contra los editores de El código Da Vinci por dañar los derechos de autor en el Reino Unido con la ediciones del libro. Por casualidades de la vida, Random House es ahora, por adquisiciones corporativas, el editor de ambos libros.

## Contraportada
¿Qué misterio se oculta detrás de la sonrisa de Mona Lisa? Durante siglos, la Iglesia ha conseguido mantener oculta la verdad... hasta ahora.

Antes de morir asesinado, Jacques Saunière, el último Gran Maestre de una sociedad secreta que se remonta a la fundación de los Templarios, transmite a su nieta Sophie una misteriosa clave. Saunière y sus predecesores, entre los que se encontraban hombres como Isaac Newton o Leonardo da Vinci, han conservado durante siglos un conocimiento que puede cambiar completamente la historia de la humanidad. Ahora Sophie, con la ayuda del experto en simbología Robert Langdon, comienza la búsqueda de ese secreto, en una trepidante carrera que les lleva de una clave a otra, descifrando mensajes ocultos en los más famosos cuadros del pintor y en las paredes de antiguas catedrales. Un rompecabezas que deberán resolver pronto, ya que no están solos en el juego: una poderosa e influyente organización católica está dispuesta a emplear todos los medios para evitar que el secreto salga a la luz.

Un apasionante juego de claves escondidas, sorprendentes revelaciones, acertijos ingeniosos, verdades, mentiras, realidades históricas, mitos, símbolos, ritos, misterios y suposiciones en una trama llena de giros inesperados, narrada con un ritmo imparable que conduce al lector hasta el secreto más celosamente guardado del inicio de nuestra era.
Dan Brown, " El código Da Vinci"